# أوقست هيرمان
أوقست هيرمان (بالإنجليزية: August Herrmann) هو لاعب كرة قاعدة أمريكي، ولد في 3 مايو 1859، وتوفي في 25 أبريل 1931.

## وصلات خارجية
- أوقست هيرمان على موقع إن إن دي بي (الإنجليزية)